# 住吉橋町
住吉橋町（すみよしばしちょう）は、大阪府堺市堺区にある地名。2024年現在の行政地名は住吉橋町一丁から住吉橋町二丁。住居表示は実施済。

## 地理
堺区の西部に位置する。北西・南西は大浜北町、北東は竜神橋町、南東は宿院町西に接する。南東から順に一丁から二丁がある。

### 河川
- 土居川
  - 住吉橋

## 歴史

### 沿革
- 1959年（昭和34年）、堺市住吉橋通1 - 2丁と大浜北町・大浜通1 - 4丁の各一部より住吉橋町成立[6]。
- 2006年（平成18年）、堺市が政令指定都市に移行し、行政区を設置。住吉橋町は堺区の所属となる。

## 世帯数と人口
2024年（令和6年）9月30日現在の世帯数と人口は以下の通りである。
| 丁           | 世帯数  | 人口    |
| ------------ | ------- | ------- |
| 住吉橋町一丁 | 756世帯 | 983人   |
| 住吉橋町二丁 | 138世帯 | 210人   |
| 計           | 894世帯 | 1,193人 |

### 人口の変遷
国勢調査による人口の推移。
| 1995年（平成7年）  | 833人   | [ 7 ]  |  |
| 2000年（平成12年） | 920人   | [ 8 ]  |  |
| 2005年（平成17年） | 989人   | [ 9 ]  |  |
| 2010年（平成22年） | 1,047人 | [ 10 ] |  |
| 2015年（平成27年） | 1,075人 | [ 11 ] |  |
| 2020年（令和2年）  | 1,060人 | [ 12 ] |  |

### 世帯数の変遷
国勢調査による世帯数の推移。
| 1995年（平成7年）  | 406世帯 | [ 7 ]  |  |
| 2000年（平成12年） | 471世帯 | [ 8 ]  |  |
| 2005年（平成17年） | 532世帯 | [ 9 ]  |  |
| 2010年（平成22年） | 638世帯 | [ 10 ] |  |
| 2015年（平成27年） | 692世帯 | [ 11 ] |  |
| 2020年（令和2年）  | 680世帯 | [ 12 ] |  |

## 学区
市立小・中学校に通う場合、学区は以下の通りとなる。
| 丁           | 番    | 小学校         | 中学校           |
| ------------ | ----- | -------------- | ---------------- |
| 住吉橋町一丁 | 全域※ | 堺市立市小学校 | 堺市立月州中学校 |
| 住吉橋町二丁 | 全域※ | 堺市立市小学校 | 堺市立月州中学校 |

※許可校への指定校変更可能

## 事業所
2021年（令和3年）現在の経済センサス調査による事業所数と従業員数は以下の通りである。
| 丁           | 事業所数 | 従業員数 |
| ------------ | -------- | -------- |
| 住吉橋町一丁 | 31事業所 | 267人    |
| 住吉橋町二丁 | 11事業所 | 324人    |
| 計           | 42事業所 | 591人    |

## 交通

### バス
- 南海バス[16]
- 21系統：堺駅南口

### 道路
- フェニックス通り（国道26号・大阪府道2号大阪中央環状線）
- 海岸通り（大阪府道34号堺狭山線・大阪府道204号堺阪南線）

## 郵便
- 郵便番号：590-0973[3]（集配局：堺郵便局[17]）。